# Cancer (género)
Cancer é um género de caranguejos marinhos da família Cancridae. Inclui 8 espécies não extintas, e 3 extintas. Inclui os típicos caranguejos da zona litoral europeia, vulgarmente conhecidos como sapateira (Cancer pagurus), a sapateira-boreal (Cancer borealis) e a Sapateira-da-rocha-do-Pacífico Cancer productus). Pensa-se que tenha evoluído de géneros relacionados no Oceano Pacífico durante o Mioceno.

## Descrição
As espécies colocadas no género Cancer caraterizam-se pela presença de um único sulco posterolateral (na extremidade da carapaça, em direção à parte de trás do corpo), sulcos anterolaterais com fissuras profundas (na extermidade da carapaça, em direção à frente do corpo), e uma curta extensão proeminente da carapaça entre os olhos. As suas tenazes são geralmente curtas, com quilhas granulosas ou lisas, em vez de espinhosas. A carapaça é tipicamente oval, sendo 58%–66% mais larga que comprida e olhos seprados a uma distância de 22%–29% do comprimento da carapaça.

## Espécies
O género Cancer, tal como é definido hoje em dia, contém 8 espécies não extintas:
- Cancer bellianus Johnson, 1861 –  Sapateira-dentada[4]
- Cancer borealis Stimpson, 1859 – sapateira-boreal[4]
- Cancer irroratus Say, 1817 –  Sapateira-da-rocha-do-Atlântico [4]
- Cancer johngarthi Carvacho, 1989
- Cancer pagurus Linnaeus, 1758 – sapateira
- Cancer plebejus Poeppig, 1836
- Cancer porteri Rathbun, 1930
- Cancer productus J. W. Randall, 1840 –  Sapateira-da-rocha-do-Pacífico[4]

Inclui ainda três espécies fósseis:
- Cancer fissus Rathbun, 1908 – Plioceno, Califórnia
- Cancer fujinaensis Sakumoto, Karasawa & Takayasu, 1992 – Mioceno, Japão
- Cancer parvidens Collins & Fraaye, 1991 – Mioceno, Países Baixos

Como a sua delimitação genérica se baseia nas características dorsais da carapaça, Schweitzer e Feldmann (2000) foram incapazes de confirmar a colocação do Cancer tomowoi no género, já que apenas se conhecem partes do esterno e das patas. Outras espécies até há pouco incluídas no género Cancer têm sido transferidas para outros géneros, como o género Glebocarcinus, Metacarcinus e Romaleon.

## História taxonómica
Quando a nomenclatura zoológica foi pela primeira vez padronizada por Carolus Linnaeus em 1758 na décima edição do Systema Naturae, o género Cancer incluía quase todos os crustáceos, incluindo todos os caranguejos. O género desajeitado proposto por Lineu foi rapidamente dividido em outras unidades mais coerentes, ficando o género Cancer restringido, na altura, a um grupo de caranguejos verdadeiros no estudo de 1820 de Pierre André Latreille, Histoire naturelle, générale et particulière des Crustacés et des Insectes ("História natural, geral e particular dos Crustáceos e dos Insetos"). Latreille considerou C. pagurus como sendo a espécie tipo em 1817.
Em 1975, J. Dale Nations dividiu o género Cancer em quatro subgéneros: Cancer (Cancer), Cancer (Glebocarcinus), Cancer (Metacarcinus) e Cancer (Romaleon). Cada um destes subgéneros são considerados atualmente como géneros separados, tal como o género Platepistoma, proposto por Mary J. Rathbun e reapreciado como válido em 1991. Desde então, outros géneros têm sido descritos para acomodar espécies previamente incluídas no género.

## História evolutiva
Os mais antigos fósseis que podem ser identificados como pertencendo ao géneroCancer são os de C. fujinaensis do Mioceno japonês. Pensa-se que o género terá, então, evoluído no Oceano Pacífico setentrional, talvez ainda durante o Mioceno, e ter-se-á disseminado por esse oceano até ao Oceano Atlântico durante o Plioceno ou o Pleistoceno, tendo atravessado o equador e os antigos estreitos do Panamá.